# Biniam Mehary
Biniam Mehary (* 20. Dezember 2006 in Freweyni) ist ein äthiopischer Leichtathlet, der sich auf den Langstreckenlauf spezialisiert hat.

## Sportliche Laufbahn
Erste Erfahrungen bei internationalen Meisterschaften sammelte Biniam Mehary im Jahr 2024, als er bei den Hallenweltmeisterschaften in Glasgow in 3:40,00 min den neunten Platz im 1500-Meter-Lauf belegte. Ende April wurde er bei der Diamond League Shanghai in 12:56,37 min Zweiter über 5000 Meter und im August startete er über diese Distanz bei den Olympischen Sommerspielen in Paris und belegte dort in 13:15,99 min im Finale den sechsten Platz. Zuvor stellte er in Nerja mit 26:37,93 min einen noch zu ratifizierenden U20-Weltrekord im 10.000-Meter-Lauf auf. Im Februar 2025 stellte er in Liévin mit 7:29,99 min einen U20-Weltrekord im 3000-Meter-Lauf auf und löste damit Hagos Gebrhiwet als Rekordhalter ab. Anschließend gelangte er bei den Hallenweltmeisterschaften in Nanjing mit 7:49,18 min auf den neunten Platz.

## Persönliche Bestzeiten
- 1500 Meter: 3:34,83 min, 6. Februar 2024 in Toruń
  - 3000 Meter (Halle): 7:29,99 min, 13. Februar 2025 in Liévin (U20-Weltrekord)
- 5000 Meter: 12:54,10 min, 17. Mai 2024 in Los Angeles
- 10.000 Meter: 26:37,93 min, 14. Juni 2024 in Nerja (U20-Weltrekord)
- 10-km-Straßenlauf: 28:26 min, 17. November 2024 in Addis Abeba